# Гай Херений Капела
Гай Херений Капела (на латински: Gaius Herennius Capella; Gaius Herennius Apella?) е политик и сенатор на Римската империя през 2 век.

## Биография
Произлиза от фамилията Херении.
През 119 г. той е суфектконсул заедно с Луций Коелий Руф.